# Jezarotes yamatonis
Jezarotes yamatonis är en stekelart som beskrevs av Tohru Uchida 1928. Jezarotes yamatonis ingår i släktet Jezarotes och familjen brokparasitsteklar. Inga underarter finns listade i Catalogue of Life.